# Taourirt Ighil
Taourirt Ighil (en kabyle : Tawrirt n Yiɣil, en tifinagh : ⵝⴰⵡⵔⵉⵔⵝ ⵏ ⵢⵉⵖⵉⵍ, en arabe : تاوريرت إغيل) est une commune algérienne située dans la wilaya de Béjaïa, en Kabylie.

## Géographie

### Situation
| Beni Ksila, Adekar | Beni Ksila            | El Kseur       |
| Adekar             | Taourirt Ighil        | El Kseur       |
| Tifra, Adekar      | Tifra, Fenaïa Ilmaten | Fenaïa Ilmaten |

### Lieux-dits, quartiers et hameaux
Créée en 1964, la commune de Taourirt Ighil est composée des localités suivantes :Lotissement N°1, Aguemoune Nath Amar, Tizi El Korn, Aït Maamar, Grounia, Aït Idir, Iksilène, Taguemount El Mal, Aït Seïd, Aït Sidi Seïd, El Bor, Tala Oueghras, Cheurfa.

## Économie
Elle dispose d'un massif forestier très dense (chênes-lièges, chênes verts…) propice à l'élevage bovin. Production d'huile d'olive, de figues sèches et de liège renommés. Taourirt-Ighil abritait le "fort Tawrirt", siège de l'administration coloniale française. Plus au sud, on trouve la maison des gardes forestiers dite le Miloul et une autre Thiliwa où se trouve un monument le tombeau de la neige de l'armée française datant de 1852 érigé sur le lieu où périt un détachement de l'armée à la suite d’une violente tempête de neige.
C'est une région très accueillante et très prospère, des gens très simples mais très dignes l'habitent. La majorité des gens vivent de différents métiers artisanaux, de l'élevage des bovins, des chèvres et des récoltes saisonnières telles que l'huile d'olive et les figues.

La commune de Taourirt Ighil, malgré son potentiel touristique et agricole extraordinaire, a subi une marginalisation qui l'a reléguée parmi les régions les plus pauvres d'Algérie. Les villages constituant la commune de Taourirt-Ighil possèdent d'autres atouts.

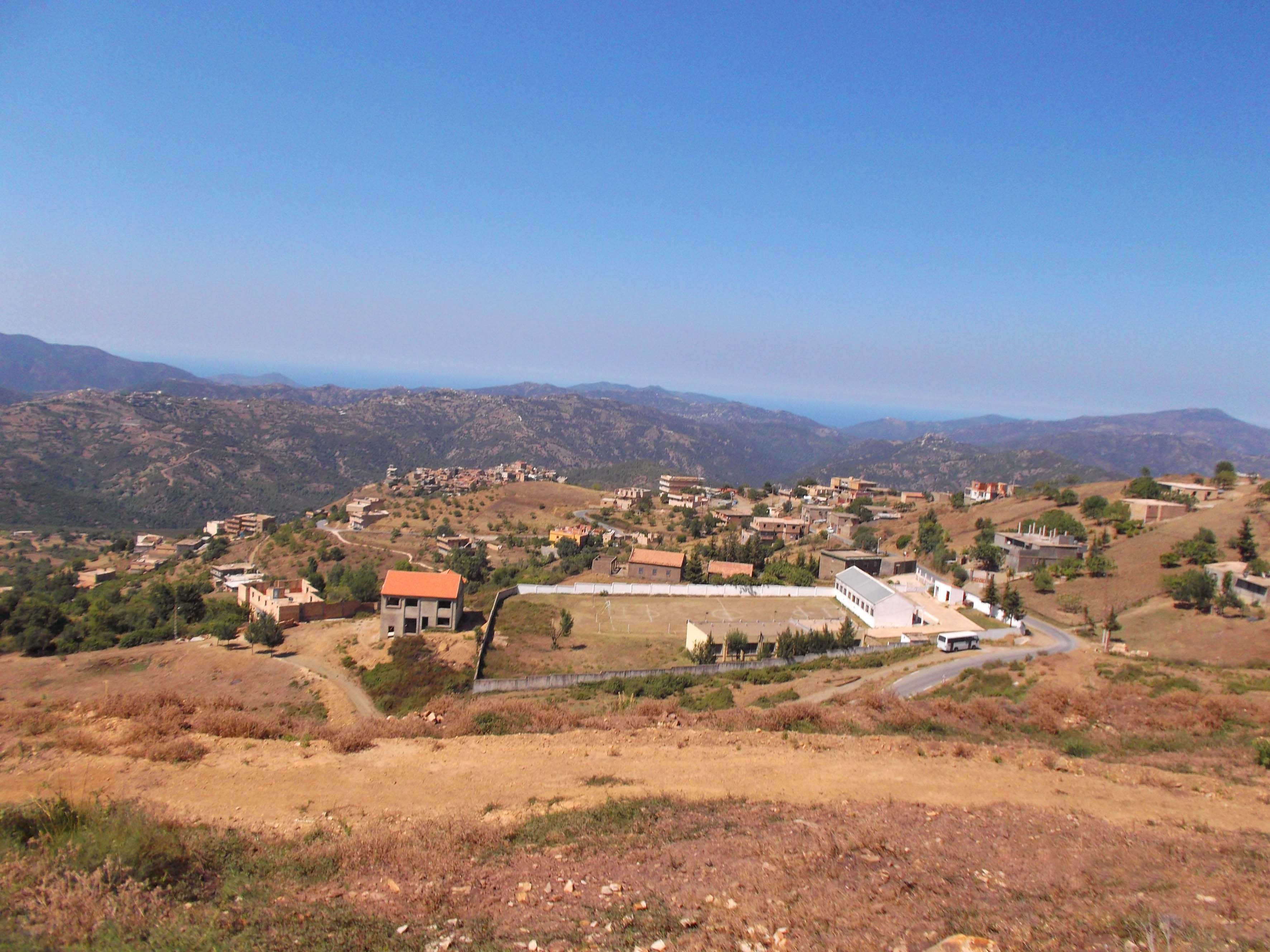
Village de la Commune de Taourirt Ighil, Béjaia.

Le village de Tizi El Korn qui est le premier village de la commune par le nombre de sa population.

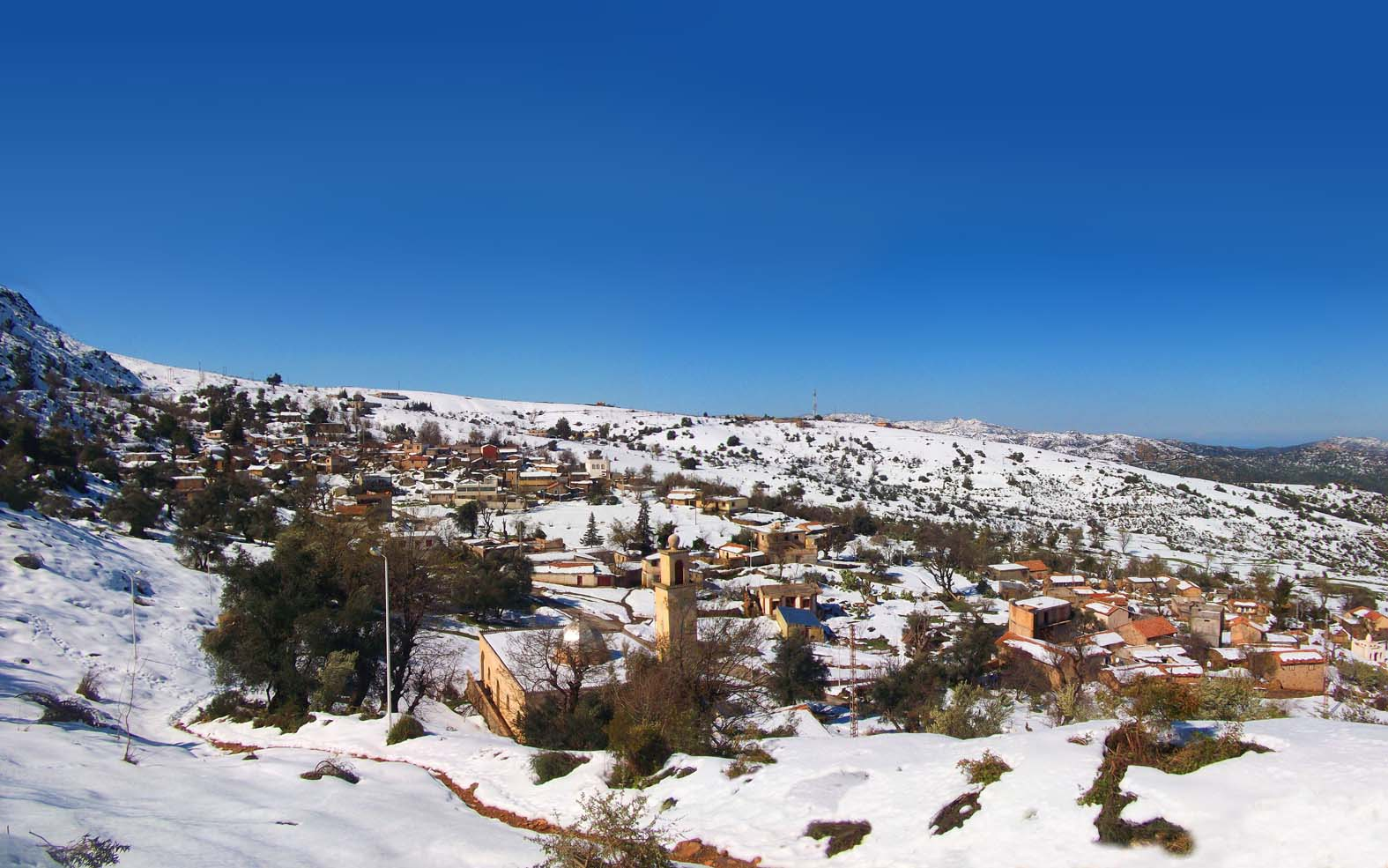
Village Cheurfa

Le village Cheurfa dit Cheurfa Tizi Tegyar, est renommé notamment par ses sources d’eau abondantes et pour avoir été un haut lieu de résistance pour l'indépendance de l’Algérie. Il a des atouts touristiques incontestables : le lac implanté sur une surface plane verdâtre au milieu d’une suite de montagnes sur le CW34, la source dite d'Ali W Brahem, réputée pour ses vertus thérapeutiques contre les calculs rénaux, les fontaines publiques bâties du temps de la colonisation (Tala Ouguelmim, Tinqicht, Taâwint), les mausolées de Cheikh Améziane et de Sidi Touati, deux huileries traditionnelles et une pierre portant des inscriptions romaines, sont d’ailleurs des lieux de prédilection des visiteurs étrangers à la commune.
L'association des jeux d'échecs: Amenay jeux d’échecs de Tizi El Korn, créée en 1997, est l'une des meilleures écoles d’échecs en Algérie, membre fondateur de la ligue des jeux d’échecs de la wilaya (Département) de Bejaia et a raflé 11 coupes sur 13 au niveau du championnat de ligue de Béjaia en 2001, et a obtenu la troisième place aux championnats arabes des échecs en juillet 2002 qui se sont tenus en Tunisie, et troisième place au Championnat d’Afrique Jeunes de jeu d’échecs à Gizeh, en Égypte a eu lieu du 1er au 9 décembre 2017.

## Vie quotidienne
Les habitants de Taourirt Ighil vivent en grande majorité en tant que travailleurs journaliers, dans des chantiers de la région, ou occupent des postes d'agents communaux et contribuent aux travaux publics de la commune. La plupart d'entre eux s'adonnent à l'élevage de bovins, de caprins et notamment d'ovins en profitant des ressources que procurent ces animaux. la majeure partie de la population fait partie de la génération poste indépendance et souffre de la mal vie et l'absence de débouchés soit en termes d'emploi que de loisirs , certains ont préféré le chemin de l'exil vers l'Europe et l'Amérique du Nord.

## Patrimoine
Il existe dans le territoire de la commune plusieurs sites historiques , vestiges des anciennes occupations étrangères  (romaine, espagnole et française), notamment des forts et des garnisons, mais, négligés et laissés à l'abandon, ils sont à l’état de ruines.